# 澳門中華總商會附設的閱書報室
澳門中華總商會附設的閱書報室（通稱八角亭圖書館），是位於澳門嘉思欄花園之圖書館，為澳門第一間中文圖書館和最早開放的公共圖書館。其通稱乃因其八角形的亭形建築而來，建築物於1927年建成，閱書報室於1948年剪綵開幕。

## 建築
建築物由建築師陳焜培於1926年設計，於1927年建成。建築樓高兩層，圖書館採用碧綠瓦頂、朱紅窗戶，看起來猶如一座中式小亭，以其八角形狀的亭而得名。由於八角亭圖書館的外形與歷史價值，澳門郵政局曾於2005年將其作為“澳門圖書館”的主題郵品內容之一。

## 沿革
建築物建成後，曾為昔日南灣花園的餐廳和桌球室。直至1947年，當時澳門中華總商會副理事長何賢將八角亭購入，並捐贈給澳門中華總商會，擬開辦公眾閱書報室用途。1948年11月1日，澳門中華總商會附設閱書報室由澳門總督柯維納（Albano Rodrigues de Oliveira）主持開幕，至今仍為大眾市民提供服務。

## 館藏
八角亭圖書館是現今極少數仍使用杜氏圖書分類法的華人圖書館之一。其藏書2萬冊，另尚有1.5萬冊存放於澳門中華總商會的書庫，其收藏報刊達90多種，當中以中文報刊為主。館藏有早期的《華僑報》、《澳門日報》、《文匯報》、《大公報》、《光明日報》的報紙合訂本，對於查找50～70年代的資料非常有幫助。

## 其他資訊
- 開放時間：上午9時至12時，晚上7時至10時
- 休館：逢星期一及公眾假期